# Седевакантизъм
Седевакантисти (от латинското sedes, място и vacans, свободно), са личности или организации в Католическата църква, които твърдят, че в Католическата църква е налице Sede vacante – по тяхно мнение папите след Втория Ватикански събор (1962 – 1965) не са легитимни, поради отмяната на задължителната дотогава за свещениците „Клетва против модернизма“.
Най-строгата форма на седевакантизъм е традиционният седевакантизъм, който намира решенията на Втория Ватикански събор, свикан от Йоан XXIII, за еретични, а папите Павел VI, Йоан Павел I, Йоан Павел II и Бенедикт XVI за „прегърнали модернизма“. Други промени, настъпили по време на Втория Ватикански събор и смятани от седевакантистите за еретични, са например, новата форма на месата – до 7 юли 2007 г., когато Бенедикт XVI с моту проприо Summorum Pontificum обявява Тридентинската меса за равноправна, и декларацията за религиозна свобода в пряк разрез със Syllabus Errorum на папа Григорий XVI. Седевакантистите считат това за ерес, а понеже еретиците нямат право да стават папи, се извлича заключението, че управляващите папи в действителност не са папи. Тази форма на седевакантизъм е типична предимно за САЩ и се структурира в конгрегации около епископи. Няколко десетки поддръжници се намират и в Швеция и са известни с екстремни политически възгледи и силна симпатия към папите Пий IX, Пий X и Пий XII.
Друг вариант на седевакантизъм е ревизионистичният седевакантизъм. Той се опира на конспирационна теория и граничи с мит. Митовете за несигурностите и тайните се срещат при почти всички конклави и тъй като не се открива особено трудно причина да се призове настоящия папа да отстъпи въз основа на лъжливи причини, има повече сходство с конспиративните теории.
Седевакантистите могат да стигнат дори дотам, че да изберат собствени папи, този клон се нарича „конклависти“.

## Известни седевакантисти
- Юнас Де Йер, Швеция[1]
- Мел Гибсън, САЩ